# BMW E34
BMW E34 var chassiskoden for BMW 5-serien fra 1988 til 1997.
Modellen efterfulgte BMW E28 i 1988. Sedan modellen blev afløst af BMW E39 i 1995, og stationcar modellen i 1996. Dog fortsatte 518g modellen indtil februar 1997.

## Historie
- 1988: Introduktion af E34 sedan som 520i (129hk), 525i (170hk), 530i (184hk), 535i (211hk), M5 (315hk) og 524td (116hk).
- 1989: Programmet udvides med den 4-cylindrede 518i (113hk).
- 1990: 520i og 525i får 4-ventilet topstykke, hvilket øger effekten til hhv. 150hk og 192hk.
- 1991: 524td (116hk) erstattes af 525tds (143hk). Stationcar (Touring) introduceres med samme motorer som sedan modellen. Effekten på M5 øges til 340hk.
- 1992: Introduktion af de 8-cylindrede 530i (218hk) og 540i (286hk).
- 1993: 535i (211hk) bortfalder. Ny 525td (116hk).
- 1994: Effekten på 518i øges til 116hk.
- 1995: Sedan modellen afløses af E39.
- 1996: Ny stationcar.

## Billeder
- BMW E34 sedan
- BMW E34 sedan
- BMW E34 Touring
- BMW E34 Touring